# أليساندرو ألفيس
أليساندرو ألفيس هو لاعب كرة قدم برازيلي في مركز الدفاع، ولد في 11 يونيو 1983 في البرازيل. لعب مع Army United F.C. ‏.

## وصلات خارجية
- أليساندرو ألفيس على موقع قاعدة بيانات كرة القدم.إي يو (الإنجليزية)
- أليساندرو ألفيس على موقع Soccerway.com (الإنجليزية)